# 환상의 용사 반달가면
"환상의 용사 반달가면"은 반달가면 시리즈 5탄이자 비유엠 영화 제작소에서 제작된 영화이며 1탄(전설의 용사 반달가면)에 이어 상.하로 나뉘었고  이철혁 전 영화음악작곡가협회장이 음악감독을 맡으면서 1탄부터 영화에 간간이 등장한 주제가가 해당 시리즈부터 나오지 않으며 나반장은 1탄부터 출연해 온  최영준 대신 김명덕으로 바뀌었고 대부분의 어린이영화들이 그랬던 것처럼 현실감없는 내용으로 일관했다는 지적이 있었는데  전작(위기의 용사 반달가면)부터 스토리가 부자연스러워지면서 반달가면들이 전작들보다 약해졌으며 결국 6탄(헤라클행성으로 돌아온 반달가면)에서는 반달가면들이 장렬하게 죽는 새드엔딩으로 막을 내렸는데 이렇게 된 건 제작사의 급한 사정으로 풀이된다.

## 등장인물
- 김흥국 - 반달가면, 강혁
- 박지수 - 나희, 여반달
- 김동욱 - 바기스탄, 꼬마 반달
- 김명덕 - 나 반장
- 이정희 - 지나
- 김기주 - 아돌프
- 김지영
- 안진수
- 박용팔
- 이정주
- 김영민
- 고재현
- 신부영
- 김효진
- 박상수
- 이원준
- 김광석
- 양성수

## 제작진
- 감독 : 임정수
- 조감독 : 김경필
- 각본 : 김춘범
- 촬영 : 신명의
- 조명 : 김석진
- 기획 : 최기풍
- 제작 : 김춘범
- 녹음 : 돌코녹음실
- 음악 : 이철혁
- 특수효과 : 정도안
- 분장 : 윤성아
- 편집 : 현동춘
- CG : 미디아트
- 텔레시네 : 한국미디어
- 현상 : 세방칼라

## 상영 정보
- 비디오출시 : 1992년 10월 13일 (VHS, 비유엠 영화 제작소)